# Atopsyche minimajada
Atopsyche minimajada is een schietmot uit de familie Hydrobiosidae. De soort komt voor in het Neotropisch gebied.